# Marshall Hatch
Marshall Davidson Hatch (Perth, Australia, 24 de diciembre de 1932) es un bioquímico y fisiólogo vegetal australiano, ya retirado como Jefe de Investigaciones del CSIRO, de la División de Vegetales Industriales en Canberra.
Entre 1947 a 1950, concurrió al Newington College (1947–1950) y estudió bioquímica en la Universidad de Sídney con Frederick Robert Whatley. Completó su B.Sc. con honores, en 1954. Y de 1955 a 1959, fue investigador de vegetales en el Commonwealth Scientific and Industrial Research Organisation (CSIRO) de Sídney. Obtuvo exitosamente su doctorado en 1959, en la Universidad de Sídney; recibió, en 1961, una beca Fulbright que utilizó para trabajar con Paul Karl Stump en el Departamento de Bioquímica en la Universidad de California.
De 1961 a 1966, fue investigador en el Centro de Investigaciones de Vegetales David North, de la Colonial Sugar Refining Co. Ltd. (CSR), en Brisbane, junto con K. T. Glasziou. En 1967, fue docente en botánica en la Universidad de Queensland, y retornó a CSR entre 1968 y 1969, donde trabajó como director del Centro de Investigaciones de Vegetales David North. Desde 1970, fue Jefe investigador del CSIRO Plant Industry, en Canberra.
Junto con el investigador británico Charles Roger Slack descubrió el recorrido de fijación del carbono vía C4, vía metabólica también conocida como ruta de Hatch-Slack de la fotosíntesis. Publicó más de 200 artículos en revistas científicas y en libros en el campo de la fotosíntesis y en otras áreas de la bioquímica vegetal.

## Algunas publicaciones
- marshall Davidson Hatch. 1959. Studies on the glycolytic breakdown of carbohydrate in a plant extract, and the mechanism of control of this process by a co-functional pasteur effect. University of Sydney.

## Honores
- 1973: Medalla Clarke de la Royal Society of New South Wales

Miembro de
- Orden de Australia
- Australian Academy of Science
- Royal Society[5]
- 1991: por sus contribuciones a las ciencias vegetales, recibió el Premio Internacional de Biología.